# Kinga Szemik
Kinga Szemik (ur. 25 czerwca 1997 roku w Żywcu) – polska piłkarka, występująca na pozycji bramkarki.
Wychowanka Borów Pietrzykowice i Mitechu Żywiec. Na rozegranych w czerwcu 2013 r. Mistrzostwach Europy do lat 17, wraz z reprezentacją Polski U-17, zdobyła złote medale. W 2025 została powołana na żeńskie EURO 2025 w Szwajcarii, gdzie zagrała we wszystkich 3 meczach. 